# Köztársaság út (Dorog)

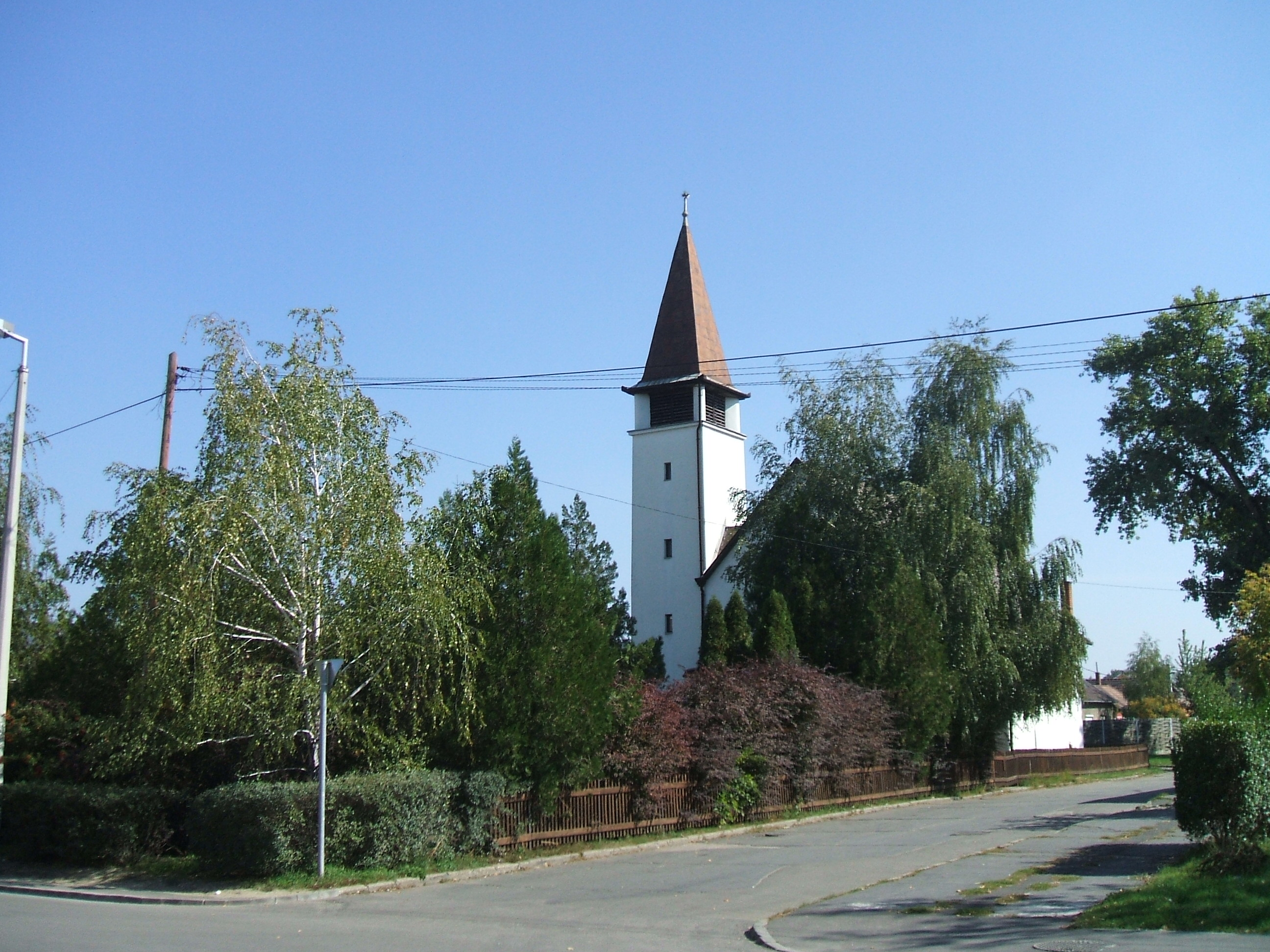
Erdélyi stílusú református templom

A dorogi Köztársaság út (korábban Lenin út) a város egyik jelentős közlekedési folyosója, a vasút északkeleti oldalán fekvő modern városrészek főútja. 

## Elhelyezkedése
A hozzávetőlegesen 1,5 km hosszú út Dorog északkeleti részén helyezkedik el, a Bányász köröndön keresztül az Esztergom irányába tartó 111-es főutat, a Baross út és a Gorkij utca segítségével pedig a budapesti kapcsolatot biztosító 10-es főutat köti össze a legnépesebb lakótelepekkel.  

## Története
A mai sugárútszerű Köztársaság út elődje az 1920-as években épült eredetileg 10-es utca (nem tévesztendő össze a 10-es főúttal) néven az 1916 és 1925 között felépült, 14 számozott utcából álló Újkolónia részeként, a szocializmus idején Lenin útra nevezték át. A legjelentősebb változások 1985 és 1990 között történtek, ebben az időszakban elbontották az Újkolóniát, helyét a Schmidt Sándor-lakótelep (akkoriban Lenin nevét viselte az út után) foglalta el, ennek keretében újjáépítették az utat is, 1988-ban megépült a Lenin úti üzletsor, 1989-ben pedig nyomvonalán a lakótelepet a dorogi hőerőműből ellátó földalatti melegvíz- és távhővezeték, a panel lakónegyed felőli oldalán bálványfa fasort telepítettek.

## Építészete
Az út mentén épültek fel a legnépesebb dorogi lakótelepek, valamint több, városképi jelentőségű középület, többek között a Bányásztemplom, a Jubileum tér a jubileumi emlékművel, a József Attila Művelődési Ház, a Bányász Emlékház, a Zsigmondy Vilmos-lakótelep, a Buzánszky Jenő Stadion a sportmúzeummal és a Zenepavilonnal, az új Köztársaság úti lakópark, a Schmidt Sándor-lakótelep, a Széchenyi István-lakótelep, a Baross Gábor-lakótelep és az út végén az erdélyi stílusú református templom, melynek tornya meghatározza a látképet az útról hosszában délkeleti irányba tekintve.

## Közlekedése
A Köztársaság úton halad keresztül a dorogi 1-es busz (a város egyetlen helyijárata), valamint az Esztergom-Dorog elővárosi körjárat. Az út mentén a Református templom, Sportpálya és a Köztársaság úti ABC megállóhelyek találhatóak. 

## Lásd még
- Dorog városrészei
- Dorog népessége